# Syangja

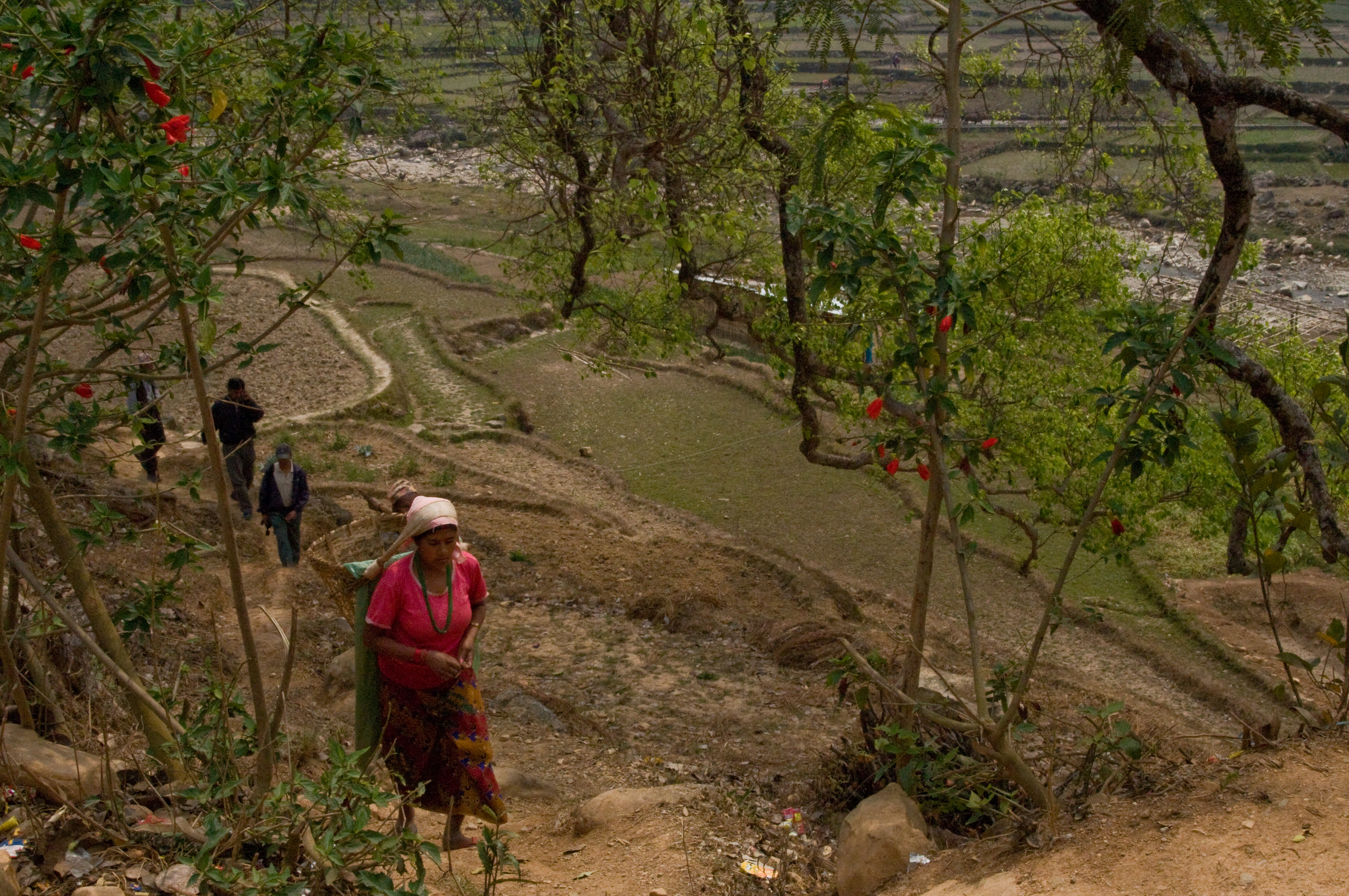
Feldarbeit im Distrikt Syangja

Der Distrikt Syangja (Nepali स्याङ्जा जिल्ला) ist einer der 77 Distrikte in Nepal. Er liegt mit seinem Hauptort Putalibazar in der Verwaltungszone Gandaki.

## Geografie
Der 1164 km² große Distrikt liegt im Zentrum von Nepal in den Vorbergen des Himalaya. Seine Distriktnachbarn sind im Norden: Kaski, im Osten: Tanahu, im Süden Palpa sowie im Westen: Gulmi und Parbat. Der Kali Gandaki fließt entlang der westlichen und südlichen Distriktgrenze während dessen linker Nebenfluss Aadhi Khola den Distrikt durchquert.

## Bevölkerung
Gemäß der Volkszählung hatte der Distrikt im Jahr 2011 289.148 Einwohner und die Bevölkerungsdichte 248 Personen/km². Die größte ethnische Gruppen in diesem Bezirk sind die Brahmanen, Kshatriya, Gurung und die Magar.

## Verwaltungsgliederung
Städte (Munizipalitäten) im Distrikt Syangja:
- Bhirkot
- Chapakot
- Putalibazar
- Waling

Village Development Committees (VDCs) im Distrikt Syangja:
- Almadevi
- Arjun Chaupari
- Aruchaur
- Arukharka
- Bagefatake
- Bahakot
- Bhatkhola
- Bichari Chautara
- Birgha Archale
- Biruwa Archale
- Chandi Bhanjyang
- Chandikalika
- Chhangchhangdi
- Chilaunebas
- Chimnebas
- Chisapani
- Chitre Bhanjyang
- Dhanubase
- Eladi
- Faparthum
- Fedikhola
- Ganeshpur
- Jagat Bhanjyang
- Jagatradevi
- Kalikakot
- Karendada
- Kaulmabarahachaur
- Keware Bhanjyang
- Kichnas
- Kyakami
- Majhakot Sivalaya
- Malengkot
- Manakamana
- Nibuwakharka
- Oraste
- Pakbadi
- Panchamul
- Pauwegaude
- Pekhuwa Baghakhor
- Pelakot
- Pelkachaur
- Pidikhola
- Rangvang
- Rapakot
- Sakhar
- Sataudarau
- Satupasal
- Sekham
- Setidobhan
- Shreekrishna Gandaki
- Sirsekot
- Sorek
- Taksar
- Thuladihi
- Thumpokhara
- Tindobate
- Tulsibhanjyang
- Wangsing Deurali
- Yaladi

## Infrastruktur
Die Siddharta Rajmarg, eine der ältesten Überlandstraßen in Nepal und nach dem historischen Buddha Siddhartha Gautama benannt, führt seit mehr als 40 Jahren von Pokhara über Putalibazar nach Butwal und weiter nach Siddharthanagar an der indischen Grenze.

### Elektrizität
Das größte Wasserkraftprojekt in Nepal befindet sich Distrikt Syangja. Das Kraftwerk Kali Gandaki A in Mirmi unweit von Tansen hat eine Gesamtleistung von 144 MW (3 Francis-Turbinen mit je 48 MW). Das Kraftwerk wurde 2002 in Betrieb genommen.

### Tourismus
Es wird versucht, den Tourismus in der Region, vor allem Trekking, Rafting und Klettern, weiter auszubauen.